# Storön, Väderöarna
Storön är en tidigare av lotsar bebodd ö i norra Väderöarkipelagen. Ön ligger ca 13 km väster om Fjällbacka i Tanums kommun och är skild från fastlandet av Väderöfjorden.
På ön fanns från troligen redan på 1600-talet erfarna sjömän som mot ersättning tog uppdrag som lotsar på förbipasserande fartyg. Man vet inte med säkerhet om de hade sina permanenta bostäder på någon av öarna eller bara tillfälligtvis vistades där.
När allt fler fartygshaverier inträffade i området ökade också trycket på Kronan att bättre organisera lotsningsverksamheten i området. År 1754 beslöts att inrätta en officiell lotsplats på Storön. Till lotsar utnämndes de två enrollerade båtsmännen: Hans Persson Hök från Slottet och Sven Olson Hellgren.
Lotsstationen drogs in den 31 december 1966, men lotsutkiken, högst uppe på berget, finns ännu kvar. Den meteorologiska station, som tidigare fanns på Väderöbod, är idag en automatiserad väderstation placerad bredvid lotsutkiken på Storön. I väderleksrapporten omnämns väderstationen som Väderöarna.
Idag finns ett vandrarhem på ön. Turbåt till Storön går från Fjällbacka och Grebbestad på sommaren.

## Väderstation
På Storön finns en av SMHI:s väderstationer. Vindobservationer från denna station omnämns i den svenska Sjörapporten.Stationen kallas då Väderöarna. (För stationen som numera kallas Storön se Storön (småort).)
Sydväst om Väderöarna finns en av SMHI:s bojar för registrering av våghöjd.